# Cap'n Crunch
Cap'n Crunch es un cereal de desayuno fabricado por Quaker Oats Company, una subsidiaria de PepsiCo desde 2001. Después de presentar el cereal original en 1963, comercializado simplemente como  Cap'n Crunch , Quaker Oats ha introducido numerosos sabores y variaciones estacionales, algunos por un tiempo limitado & mdash; y actualmente ofrece un Cap'n Crunch línea de productos.
El cereal Cap'n Crunch original fue desarrollado para recordar una receta de azúcar morena y mantequilla sobre arroz. Fue uno de los primeros cereales en utilizar una capa de aceite para proporcionar su sabor, lo que requirió un proceso de horneado innovador.

## Historial del producto
Pamela Low, una saborista en Arthur D. Little, desarrolló el sabor original Cap'n Crunch en 1963 & mdash; recordando una receta de azúcar morena y mantequilla su abuela Luella Low servida sobre arroz
 en su casa en Derry, New Hampshire.
Low creó el recubrimiento de sabor para Cap'n Crunch, describiéndolo como darle al cereal una calidad que ella llamó "querer-más-ishness". Después de su muerte en 2007,  The Boston Globe  llamó a Low "la madre de Cap'n Crunch". En Arthur D. Little, Low también había trabajado en los sabores para Heath,  Montículos y Almond Joy barras de chocolate.
En 1965, Quaker Oats Company otorgó el Premio Fredus N. Peters a Robert Rountree Reinhart, Sr. por su liderazgo en la dirección del equipo de desarrollo de Cap'n Crunch. Reinhart desarrolló una técnica en la fabricación de Cap'n Crunch, usando aceite en su receta como mecanismo de entrega de sabor & mdash; lo que inicialmente hizo que el cereal fuera difícil de hornear correctamente.

## Marketing

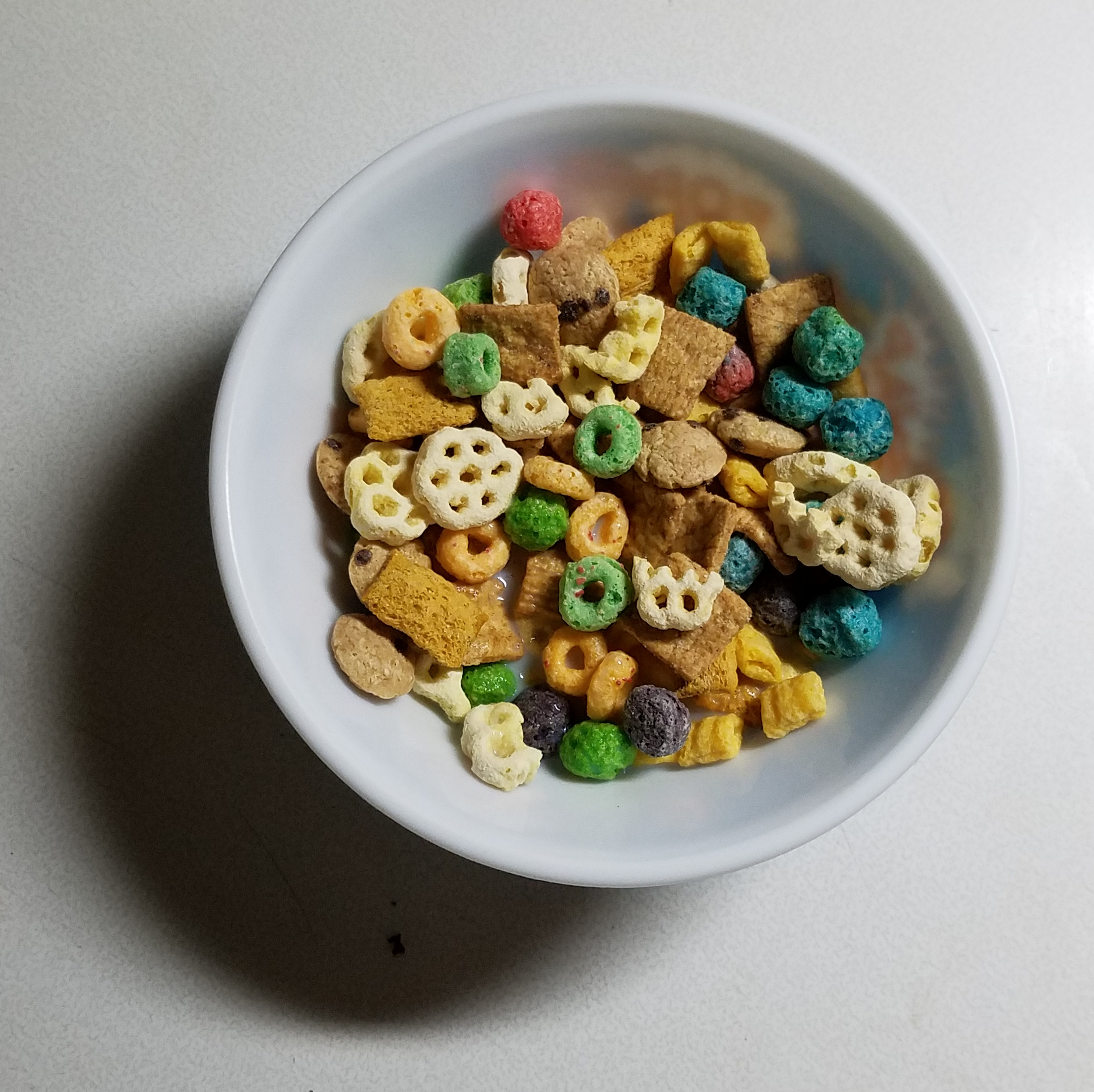
Vol de cereales Cap'n Crunch

Quaker Oats tenía un plan de marketing para Cap'n Crunch, antes de desarrollar el sabor. La línea de productos está anunciada por una caricatura mascota llamada Cap'n Crunch. La mascota es representado como un capitán naval de finales del siglo XVIII Capitán (naval), un anciano caballero con cejas blancas y bigote blanco, que viste un estilo  Revolucionario - Uniformes de la Uniforme naval de la Marina de los Estados Unidos: un bicornio sombrero adornado con una "C" y un  charretera dorada abrigo azul con barras de oro en las mangas. Mientras que típicamente un capitán naval estadounidense usa cuatro barras en las mangas, la mascota ha sido representada de diversas maneras a lo largo de los años usando solo una barra ( alférez), dos barras ( teniente), o tres barras ( comandante).

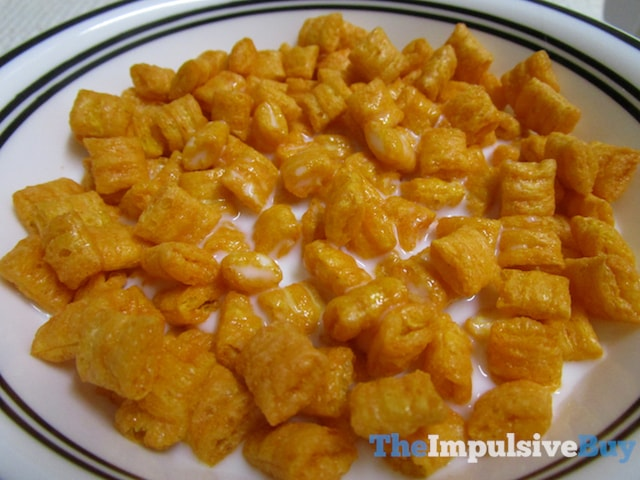
Cereales Cap’n Crunch

Cap'n Crunch comandó el buen barco "Guppy" en sus viajes acompañado de su leal tripulación de niños marineros llamados Alfie, Brunhilde, Carlyle, Dave y la mascota del barco, Sea Dog.
Según  The Wall Street Journal  (2013), la mascota, Horatio Magellan Crunch, capitanea un barco llamado  Guppy , y nació en Crunch Island, una isla mágica frente a la costa de Ohio y en el Mar de la Leche, con árboles parlantes, criaturas locas y una montaña (Monte Crunchmore) hecha de cereal Cap'n Crunch. " El artículo se refiere al bicornio del Capitán como un Sombrero "Napoleon - style", y afirma que esto ha llevado a la especulación de que podría ser francés. Según Crunch Facts, un sitio web dedicado a la mascota, Horatio Crunch tiene un coeficiente intelectual perfecto de 200.
Los comerciales de televisión animados originales de Cap'n Crunch usaban el eslogan: "Tiene maíz para crujir, avena para ponche y permanece crujiente, incluso en la leche".
En 2013, fuentes como  The Wall Street Journal  y  Washington Times  señaló que las tres franjas en el uniforme de la mascota indica un rango de Comandante en lugar de los cuatro que denotan el rango de Capitán. En broma, "The Wall Street Journal" informó que el U.S. Navy no tenía antecedentes de Crunch y que el  NCIS lo estaba investigando por hacerse pasar por un oficial naval.
Daws Butler proporcionó la voz original del Capitán hasta su muerte en 1988. De 1991 a 2007, George J. Adams le prestó su voz. El autor Philip Wylie escribió una serie de cuentos, "Crunch and Des", a partir de la década de 1940, que presentaba un personaje con un nombre similar, el Capitán Crunch Adams. El personaje fue creado por Allan Burns quien más tarde se hizo conocido por crear  The Munsters   y  El show de Mary Tyler Moore . Los comerciales mismos fueron originalmente producidos por Jay Ward Productions.  Vinton Studios produjo un anuncio de Claymation durante la década de 1980.

### Personajes de la marca
Jean LaFoote  es un personaje de ficción pirata del conjunto de personajes de Cap'n Crunch cereal de desayuno. El nombre del personaje es juego de palabras en el del pirata histórico, Jean Lafitte. A mediados de la década de 1970, era la mascota principal del cereal Cinnamon Crunch de Jean LaFoote. LaFoote fue originalmente interpretado por  Bill Scott.
En la década de 1980, los principales adversarios del Capitán eran los "Soggies", extrañas criaturas alienígenas que se asemejaban a gotas de leche, cuyo objetivo era empapar todo en la Tierra. Lo único que era inmune era el cereal Cap'n Crunch, y muchos anuncios giraban en torno a sus intentos de "empapar" el cereal y todo lo demás, sin éxito. Su líder, el  Sogmaster  (con la voz de Dick Gautier), era una gran criatura mecánica (con un par de ojos asomando por una abertura en la cabeza, lo que implica que era una armadura para una figura más pequeña) que era sobre todo visto ordenando a los Soggie que llevaran a cabo sus planes de "arruinar el desayuno"; varios comerciales relacionados con concursos tenían arcos de la historia que involucraban al Sogmaster intentando capturar al Capitán Crunch.

## Variaciones
- 'Cap'n Crunch' : El cereal Cap'n Crunch original está hecho de trozos de cereal de forma cuadrada, amarillos y endulzados, elaborados combinando maíz y avena. El cereal se lanzó en 1963, impulsado por una exitosa campaña publicitaria creada por el destacado animador Jay Ward y presentando a la mascota naval del cereal, Cap'n Crunch.[21]
- 'Cap'n Crunch's Crunch Berries' : El cereal Cap'n Crunch's Crunch Berries se introdujo en 1967 y contenía, además de los trozos amarillos que se encuentran en el Cap'n Crunch original, trozos esféricos rojos de Crunch Berry. Hubo una versión de Crunch Berries disponible brevemente en la que las bayas, en lugar de ser esféricas, eran tres bayas pequeñas en un racimo. La mascota Crunch Berry Beast se introdujo junto con el cereal. Actualmente hay cuatro colores Crunch Berry: rojo, verde (introducido en 2002), azul y morado (ambos introducidos en los años 90). Todos los trozos de frutos rojos tienen el mismo sabor, independientemente del color.
- 'Cereal de mantequilla de maní' : lanzado por primera vez en 1969, con un gran elefante llamado Smedley como mascota; según las tablas de ventas, esta versión fue la más exitosa en ese momento. Consiste en hojaldres de maíz con sabor a mantequilla de maní.
- 'Punch Crunch, Vanilly Crunch, Cinnamon Crunch de Jean LaFoote' : Tres ediciones más publicadas a principios de la década de 1970, pero luego descontinuadas. Punch Crunch eran anillos de cereales con sabor a fruta (similares al cereal General Mills Cheerios) introducido en 1973 y la mascota era un hipopótamo con traje de marinero llamado Harry S. Hippo.[22] Cinnamon Crunch de Jean LaFoote incluía cereal con sabor a canela y también se introdujo en 1973. Vanilly Crunch fue un cereal con sabor a vainilla introducido en 1970 con Seadog como su antigua mascota, que más tarde fue reemplazada por Wilma, la ballena blanca.
- 'Choco Crunch' : En 1982, se introdujo una variante llamada Choco Crunch, con la mascota "Chockle the Blob". Esta versión contenía los cuadrados de maíz amarillo, además de Crunch Berries con sabor a chocolate.
- 'Chocolatey Crunch' : introducido en 2011 y consisting de cuadrados de maíz con sabor a chocolate, Chocolately Crunch se suspendió en julio de 2016 debido a las bajas ventas.
- 'Christmas Crunch' : Una edición especial lanzada por primera vez para la temporada navideña de 1987 Navidad. Contiene los característicos cuadrados de maíz amarillo Cap'n Crunch con Crunch Berries rojas y verdes. Actualmente, las Crunch Berries tienen la forma de artículos con temas navideños (las formas varían anualmente) y el cereal se empaqueta en una caja con temas navideños con el Capitán usando un Santa Claus o un sombrero con tema invernal (color de la caja y el tipo de sombrero varía anualmente). Cuando se introdujo el cereal por primera vez, las Crunch Berries tenían forma esférica y el cereal contenía un juguete o adorno de árbol de Navidad dentro de la caja.[23] En algunas ocasiones, el cereal ha sido empaquetado con un truco de comida empaquetada para agregar al cereal, como piezas de Jingle Bell Rock que cambiaron el color de la leche a rojo. (usado en la versión de 1998) o glaseado espolvoreado (usado en la versión de 1995).
- 'Deep Sea Crunch' : Una versión del cereal introducido en 1993, que presentaba Crunch Berries con forma de criaturas marinas. Esta versión fue descontinuada, pero regresó en 2009.[24]
- '¡UPS! All Berries  ': Lanzado por primera vez en 1997, "Oops! All Berries" no contenía nada más que Crunch Berries con sabor a bayas y ninguno de los cuadrados de maíz.[24] Esta versión fue descontinuada el año siguiente. En 2008, 2009 y nuevamente en 2010, "¡Ups! All Berries" realizó devoluciones por tiempo limitado.[25] Los colores actuales de "¡Ups! Todos los Berries" son rojo, verde, azul y morado.
- 'Halloween Crunch' : una versión de edición limitada del cereal introducido en 2007. Esto incluye Crunch Berries verdes en forma de fantasmas.[24]
- 'Galactic Crunch' : una versión descontinuada que presentaba malvaviscos con formas relacionadas con el espacio.[24]
- 'Choco Donuts' : una versión descontinuada que presentaba anillos de cereal en forma de rosquilla con sabor a chocolate con chispas de caramelo.[24]
- 'Home Run Crunch' : Una versión de edición limitada del cereal lanzado por primera vez en 1995, que incluía malvaviscos con formas relacionadas con el béisbol, como platos de home, gorras y guantes. Tiene el sabor de Crunch Berries, pero los trozos de cereal tienen forma de murciélagos y bolas. Ocasionalmente se reintroduce durante la temporada de verano.[24]
- 'Neutron Berries'  Destacadas piezas esféricas de Crunch Berry con forma de Jimmy Neutrón, Goddard, Cindy y el cohete. Estrenada en 2001 coincidiendo con la película  Jimmy Neutron: Boy Genius
- 'Rugrats Go Wild Berries'  Presentan piezas esféricas de Crunch Berry con forma de Eliza, Spike y Chuckie, que también se vuelven azul como la leche. Estrenada en 2003 para coincidir con la película "Rugrats Go Wild"
- 'Cap'n Crunch's Mystery Volcano Crunch' : Crunch Berries rojas y amarillas con sabor a frutas con "¡paquete 'gratis' de rocas de lava que revientan en leche!".[24]
- '¡Ups de Cap'n Crunch! Smashed Berries  ': cereal "¡Uy! All Berries" con Crunch Berries plano.[24]
- 'CoZmic Crunch de Cap'n Crunch' : Crunch Berries en forma de estrella con "polvo espacial naranja que se vuelve verde como la leche".[24]
- 'Polar Crunch' : Una versión del cereal en la que las Crunch Berries cambian de color a azul cuando se vierte leche sobre ellas.[24]
- 'Superman Crunch' : Destacados trozos de mantequilla de maní con la forma del escudo de Supermán, que también se vuelve azul como la leche. Estrenada en 2006 coincidiendo con la película  Superman Returns .
- 'Cinnamon Roll Crunch' : lanzado en 2013.
- 'Cap'n Crunch's Crunch Treasures' : Aros de avena y maíz amarillo crujiente en forma de estrella. Contiene la mitad del azúcar de Cap'n Crunch normal.[26]
- 'Barras Cap'n Crunch' : posteriormente llamadas  'Cap'n Crunch Treats' , eran golosinas de malvavisco similares a Rice Krispies Treats y venían en Cap'n Crunch, Crunch Berries y variedades de Peanut Butter Crunch.
- 'Airhead Berries' : Un cruce entre Airheads candy y cereal Cap'n Crunch.[27]
- 'Cap'n Crunch's Sprinkled Donut Crunch' : lanzado en 2014. Donut-faros de cereales aromatizados con confites de caramelo.
- 'Cap'n Crunch's Orange Creampop Crunch' : Siguiendo el modelo de las nostálgicas paletas de naranja / vainilla.[28]
- 'Cap'n Crunch's Blueberry Pancake Crunch' : Lanzado en 2016. Presenta bocaditos de avena y maíz azul, azul claro y blanco con saborizante natural y artificial de arándanos y jarabe de arce.[29]
- 'Cap'n Crunch's Chocolately Crunch Berries' : Lanzado en 2019. Un cereal Crunch Berries con cuadrados de maíz con sabor a chocolate y Crunch Berries rojas.
- 'Cap'n Crunch's Strawberry Shortcake Crunch' : Lanzado en 2019. Un cereal Crunch Berries con trozos de cereal en forma de rosquilla con sabor a shortcake y Crunch Berries rojas.
- 'Cap'n Crunch's Red, White & Blue Crunch / Hero Crunch / Freedom Crunch' : lanzado en 2019. Una variante de ¡Ups! Cereal All Berries con Crunch Berries rojas, blancas y azules (los colores de la  Bandera de los EE. UU..)[30]
- 'Cotton Candy Crunch' : lanzado en 2019. Una variante de ¡Ups! Cereal All Berries con Crunch Berries azul y rosa.

## Más lecturas
Kevin Scott Collier. "Alcaparras de cereales animadas de Jay Ward". Plataforma de publicación independiente CreateSpace, 2017. ISBN  1976576849